# كلاوديو سالا
كلاوديو سالا (بالإيطالية: Claudio Sala)‏ (مواليد 8 سبتمبر 1947) هو لاعب كرة قدم. يلعب مع منتخب إيطاليا لكرة القدم. سبق له أن لعب في كأس العالم لكرة القدم مع منتخب بلاده.

## روابط خارجية
- كلاوديو سالا على موقع الاتحاد الدولي (مؤرشف)  (الإنجليزية)
- كلاوديو سالا على موقع قاعدة بيانات كرة القدم.إي يو (الإنجليزية)
- كلاوديو سالا على موقع ناشيونال فوتبول تيمز (الإنجليزية)
- كلاوديو سالا على موقع عالم كرة القدم.نت (الإنجليزية)